# Il mago (singolo)
Il mago è un singolo del rapper e cantautore italiano di origini congolesi Mudimbi, pubblicato sul mercato musicale l'8 dicembre del 2017.
La canzone si classificò al 3º posto quando l'artista la portò all'edizione di Sanremo Giovani del 2018.

## Video musicale
Il videoclip ufficiale del brano è stato pubblicato sul canale YouTube dell'artista l'8 dicembre del 2017.

## Testo
Mudimbi ha affermato che il testo de Il mago non è altro che "un promemoria" che fa a se stesso, allo scopo di ricordarsi che "ogni giorno accade una cosa bella" su cui si concentra.
In un'intervista da parte di GingerGeneration, l'artista ha affermato le seguenti parole:

## Successo commerciale
La canzone è stata caldamente accolta nel mercato discografico: ha vinto il Soundies Awards, nel 2018, in occasione della sessantottesima edizione del festival della canzone italiana; occupa il 10º posto della classifica "Viral 50 Italy" ed è secondo nella Top 50 Italy di Spotify, con circa 1 400 000 stream; rientra nella Top 20 Charts Hip-Hop/Rap di iTunes ed è stato il 30º singolo più venduto tra dicembre 2017 e il 2018.

## Tracce
1. Mudimbi - Il Mago (Official Video) - Sanremo 2018 – 3:10
2. Il mago – 3:07